# Seiland
Seiland (en sami septentrional: Sievju) és la vuitena illa més gran de la Noruega continental, situada en el comtat de Finnmark. Amb una superfície de 559 quilòmetres quadrats, l'illa està dividida entre els municipis d'Alta, Hammerfest i Kvalsund.
Les excavacions arqueològiques han demostrat que l'illa ha estat habitada durant més de 7.000 anys. Avui, però, els únics assentaments habitats a l'illa són poblets de pescadors relativament aïllats, sent el més gran Kårhamn. El 2006, la majoria de la Seiland central va ser designada com a Parc Nacional.
Hi ha dues glaceres a Seiland: la Seilandsjøkelen i la Nordmannsjøkelen. Amb 1.078 metres, la muntanya Seilandstuva és la més alta de l'illa. La costa de l'illa és molt escarpada amb molts fiords.